# Рада митного співробітництва
Рада митного співробітництва — (англ. Customs Co-operation Council , CCC; фр. Conseil de coopération douanière, CCD) — міжнародна міжурядова організація, що діє в галузі митної справи. Її штаб-квартира розташована у м. Брюссель, Бельгія. Членами Ради митного співробітництва (РМС) є митні адміністрації 184 учасників міжнародних митних відносин. Неофіційною назвою РМС є Всесвітня митна організація (ВМО). Установчим актом РМС є Конвенція про створення Ради митного співробітництва від 15 грудня 1950 р.  Конвенція про створення Ради митного співробітництва набула чинності 4 листопада 1952 р., а перша сесія утвореної відповідно до її положень міжнародної організації відбулася 26 січня 1953 р.

## Мета, завдання та функції РМС
Мета РМС полягає у сприянні співробітництву між урядами її членів. 
Головними завдання РМС є: 
1. Забезпечення якомога вищого рівня узгодженості й одноманітності митних систем її членів.
2. Поглиблення вивчення проблем, що виникають в процесі розвитку і поліпшення митної техніки і митного законодавства.
Функціями Ради є: 
a) вивчення всіх питань, що стосуються митного співробітництва, якому Договірні Сторони погодилися сприяти згідно з основними цілями цієї Конвенції; 
b) вивчення технічних аспектів митних систем, так само як і пов'язаних із ними економічних чинників, з метою запропонування членам Ради практичних засобів досягнення якомога вищого рівня погодженості та однаковості; 
c) підготовка проектів конвенцій і поправок до конвенцій, а також внесення рекомендацій щодо їх прийняття зацікавленими Урядами; 
d) розробка рекомендацій, що забезпечують однакове тлумачення і застосування конвенцій, укладених як у результаті роботи Ради, так і конвенцій, що стосуються номенклатури для класифікації товарів у митних тарифах і оцінки товарів у митних цілях, підготовлених Групою по вивченню можливості створення Європейського Митного Союзу, а також здійснення з цією метою функцій, які йому можуть бути прямо приписані цими конвенціями відповідно до їх положень; 
e) розробка примирювальних рекомендацій для вирішення спорів по тлумаченню і застосуванню конвенцій, згаданих вище в пункті d), відповідно до положень цих конвенцій; сторони спору можуть заздалегідь домовитися вважати для себе рекомендації Ради обов'язковими; 
f) забезпечення розповсюдження інформації, що стосується митного регулювання і процедур; 
g) подання зацікавленим урядам за своєю ініціативою або за їх проханням інформації або порад по митних справах згідно з основною метою цієї Конвенції і внесення в зв'язку з цим рекомендацій; 
h) співробітництво з іншими міжурядовими організаціями з питань, що входять до її компетенції.

## Члени РМС
Членами РМС можуть бути:
1. Договірні Сторони Конвенції про створення Ради митного співробітництва від 15 грудня 1950 р.;
2. Уряд будь-якої окремої митної території, що пропонується Договірною Стороною, відповідальною за здійснення його дипломатичних відносин, який самостійно займається зовнішньою торгівлею і прийняття якого як окремого члена схвалено Радою.

Уряд будь-якої окремої митної території, який є членом Ради відповідно до викладеного вище пункту, припиняє членство шляхом подання в Раду Договірною Стороною, яка несе відповідальність за здійснення його дипломатичних відносин, повідомлення про відмову від членства. Кожний член Ради призначає як своїх представників одного делегата і одного або більше заступників. При представниках можуть бути радники. Рада може допустити як спостерігачів представників урядів, які не є членами Ради, або міжнародних організацій.
Роботі Ради сприятимуть Постійний технічний комітет і Генеральний секретаріат.

## Україна та РМС
Україна є повновправним членом РМС з 10.11.1992 р. Правою підставою членства України в РМС стала Постанова Верховної Ради України від 19.06.1992 № 2479--XII "Про приєднання до Конвенції про створення Ради митного співробітництва 1950 року".
14 червня 2014 р. між РМС (ВМО) та Державною митною службою України було підписано Меморандум про взаєморозуміння між Всесвітньою митною організацією та Державною митною службою України про створення Регіонального навчального центру Всесвітньої митної організації в Україні. Відповідно до положень цього Меморандуму Регіональний навчальний центр ВМО створювався на базі Університету митної справи та фінансів (Академії митної служби України).